# Boutem
Boutem (ou Boutème ou Affiniam Bouteum) est un village du Sénégal situé en Basse-Casamance. Il fait partie de la communauté rurale de Mangagoulack, dans l'arrondissement de Tendouck, le département de Bignona et la région de Ziguinchor.
Lors du dernier recensement (2002), Affiniam Bouteum comptait 661 habitants et 92 ménages.